# 956
Évszázadok: 9. század – 10. század – 11. század
Évtizedek: 900-as évek – 910-es évek – 920-as évek – 930-as évek – 940-es évek – 950-es évek – 960-as évek – 970-es évek – 980-as évek – 990-es évek – 1000-es évek
Évek: 951 – 952 – 953 – 954 –  955 – 956 – 957 – 958 – 959 – 960 – 961

## Események

### Bizánci Birodalom
- Folytatódik a háborúskodás a keleti határvidéken, Szajf al-Daula aleppói emírrel. Bíborbanszületett Konstantin császár Niképhorosz Phókaszt nevezi ki a keleti seregek főparancsnokának. Az ő unokaöccse, Ióannész Tzimiszkész vereséget szenved az emírtől, de ugyanakkor Niképhorosz fivére, León betör Szíriába, legyőzi és elfogja az emír védekezni hátrahagyott unokatestvérét.
- A bizánci flotta Baszileiosz Hexamilitész vezetésével Tarsusnál elpusztítja Szajf al-Daula hajóhadát.
- Theophülaktosz konstantinápolyi pátriárka egy lóról leesve belehal sérüléseibe. Helyére Konstantin császár egy szerzetest, Polüeuktoszt nevez ki.

### Európa
- Ottó német király fia, Liudolf miután lázadása után 954-ben békét kötött apjával, visszakéri a Sváb Hercegséget. Ottó ezt megtagadja, de Bruno kölni érsek javaslatára rábízza az Észak-Itáliába, II. Berengár király ellen küldendő sereg vezetését (bár Berengár lázadása idején a herceg szövetségese volt). Liudolf Verona mellett legyőzi Berengár fiát, Adalbertet és bevonul a királyság fővárosába, Paviába.
- Meghal Gilbert burgundiai herceg. Utóda Nagy Hugó 12 éves fia, Ottó.
- A Nyugati Frank Királyságban meghal Nagy Hugó herceg, a leghatalmasabb főúr. Birtokait fiatalkorú fia, Capet Hugó örökli; frank hercegi címét csak 960-ban ismeri el Lothár király.
- Meghal III. Ordoño leóni király. Utóda féltestvére, I. Sancho.
- Először említik Lüneburgot.

### Észak-Afrika
- Egy földrengés súlyosan megrongálja az alexandriai világítótornyot.

## Születések
- Szent Adalbert, prágai püspök, magyar- és poroszországi hittérítő

## Halálozások
- február 27. – Theophülaktosz, konstantinápolyi pátriárka
- április 8. – Gilbert, burgundiai herceg
- június 16. – Nagy Hugó, francia herceg
- Al-Maszúdi, arab utazó, történetíró
- III. Ordoño, leóni király

## Fordítás
- Ez a szócikk részben vagy egészben  a(z)   956 című angol Wikipédia-szócikk ezen változatának fordításán alapul.  Az eredeti cikk szerkesztőit annak laptörténete sorolja fel. Ez a jelzés csupán a megfogalmazás eredetét és a szerzői jogokat jelzi, nem szolgál a cikkben szereplő információk forrásmegjelöléseként.